# Einhausung

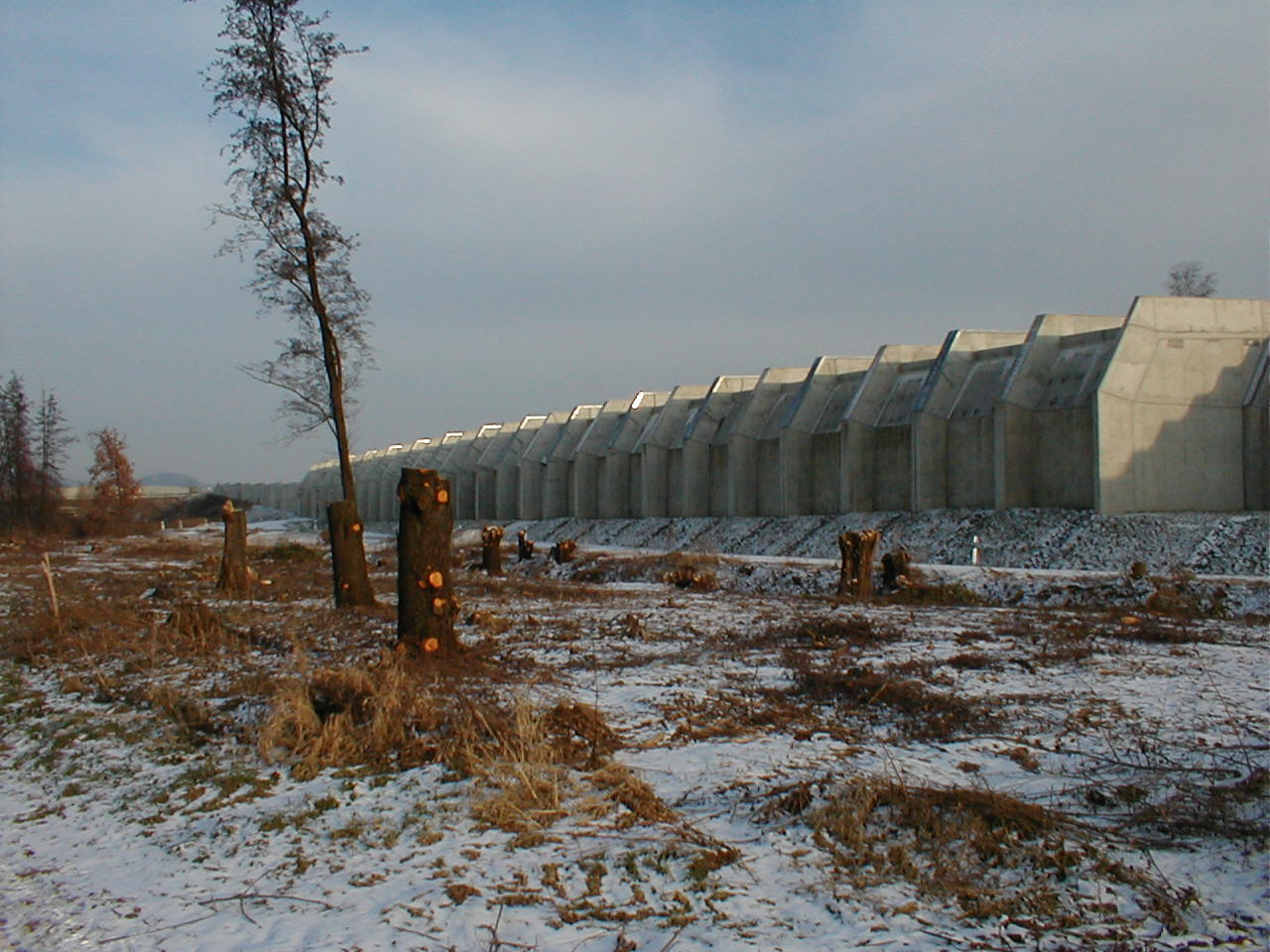
Einhausung der Bundesautobahn 3 bei Goldbach

Eine Einhausung oder Umhausung ist die völlige oder weitgehende Umbauung von störenden Emissionsquellen oder gegen Gefahren aus der Geländeumgebung. Sie können sich auf stationäre Maschinen, Produktionsanlagen oder Verkehrswege beziehen. 
Einhausungen für Maschinen und Produktionsanlagen (zum Beispiel Schallschutzkabinen) dienen dem Gesundheitsschutz der Mitarbeiter oder der Produktionskostensenkung, indem Materialien raumnah im Produktionsprozess gehalten werden. Mittels Einhausung können diffuse Emissionen gemindert werden.

## Verkehrswegeinhausung

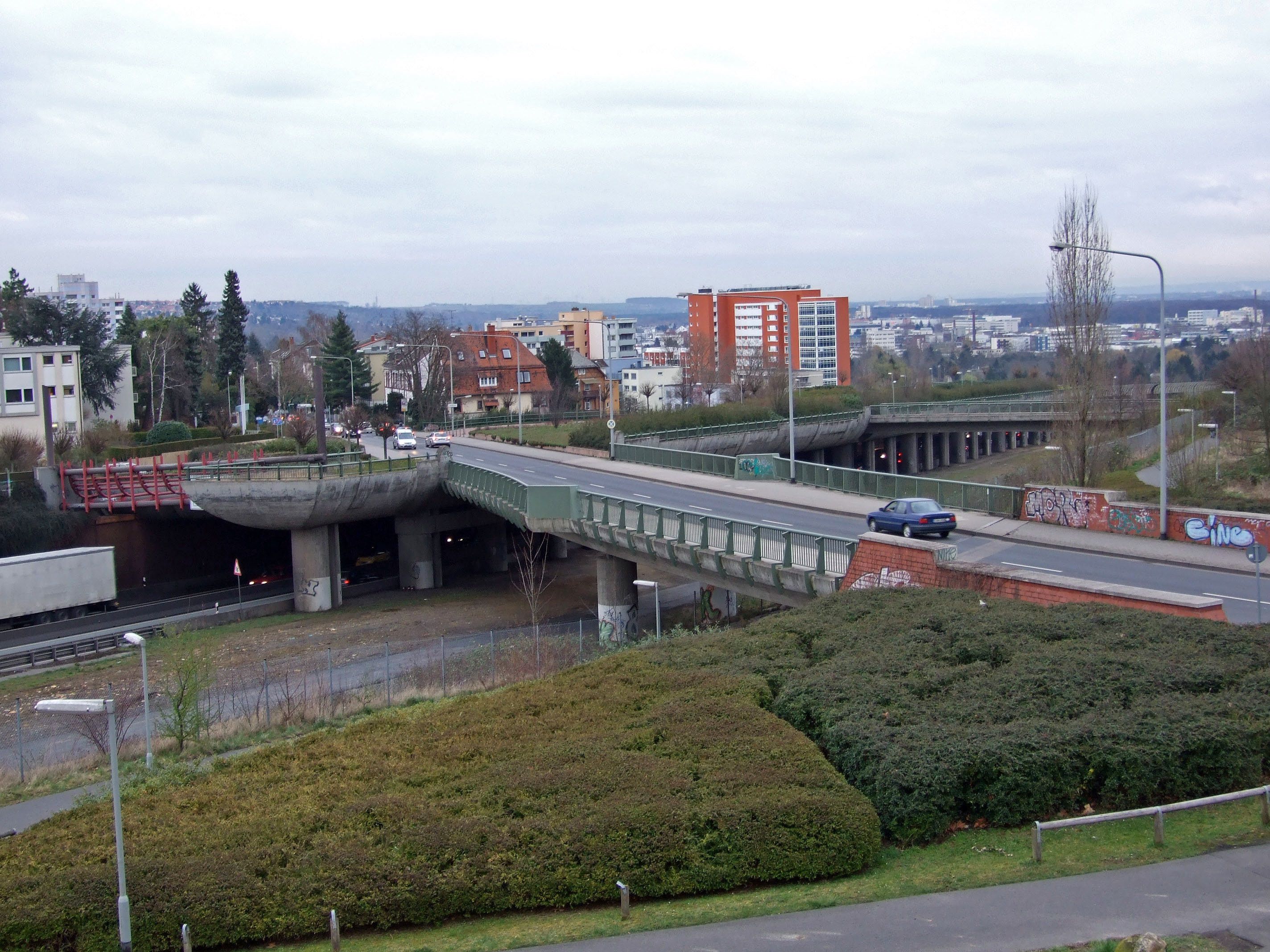
A 661: einseitige Einhausung (Galerie) bei Frankfurt-Seckbach

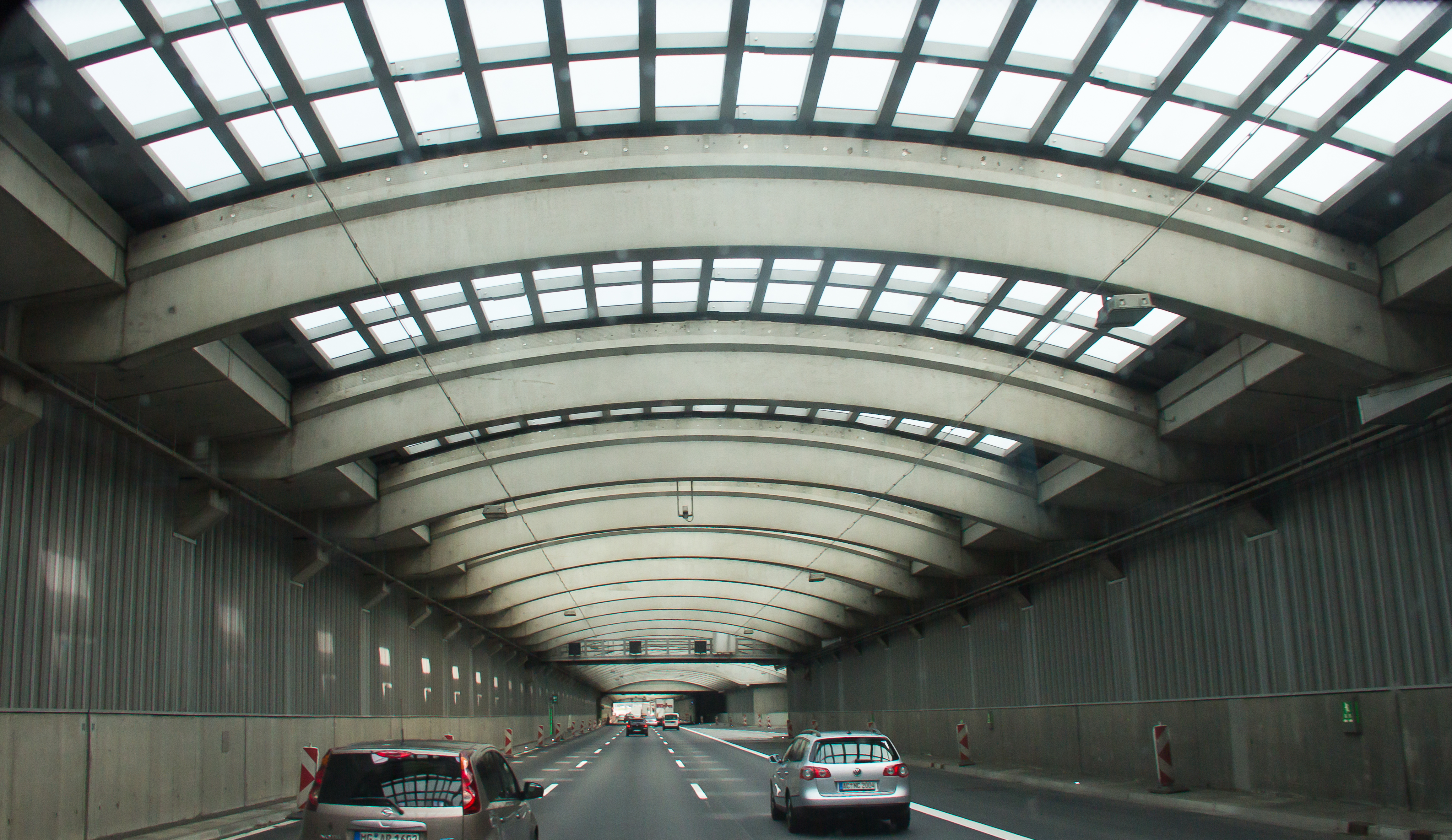
A 1: Einhausung Lövenich mit Glasdach im Westen von Köln

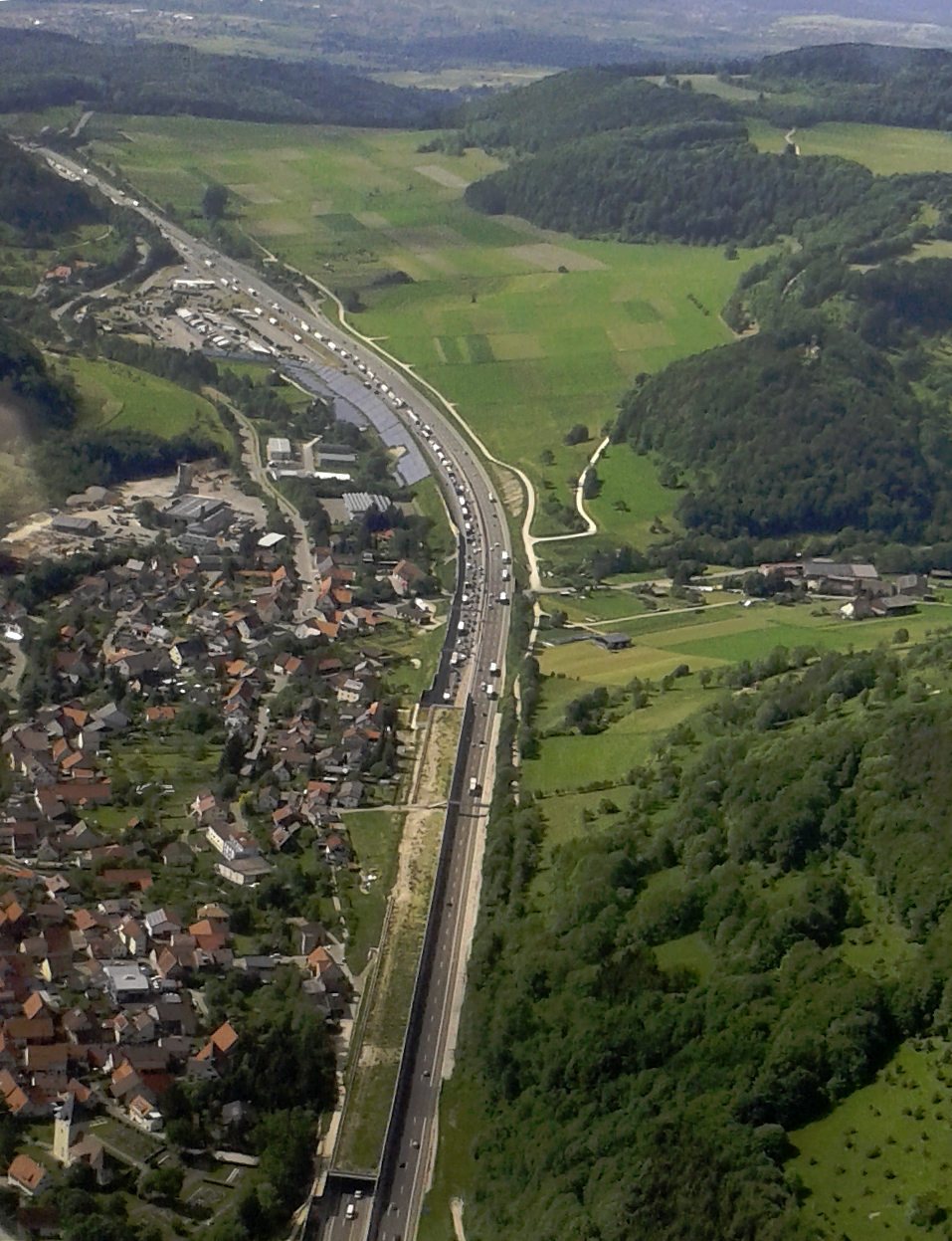
Halbseitige Einhausung der Bundesautobahn 8 bei Gruibingen

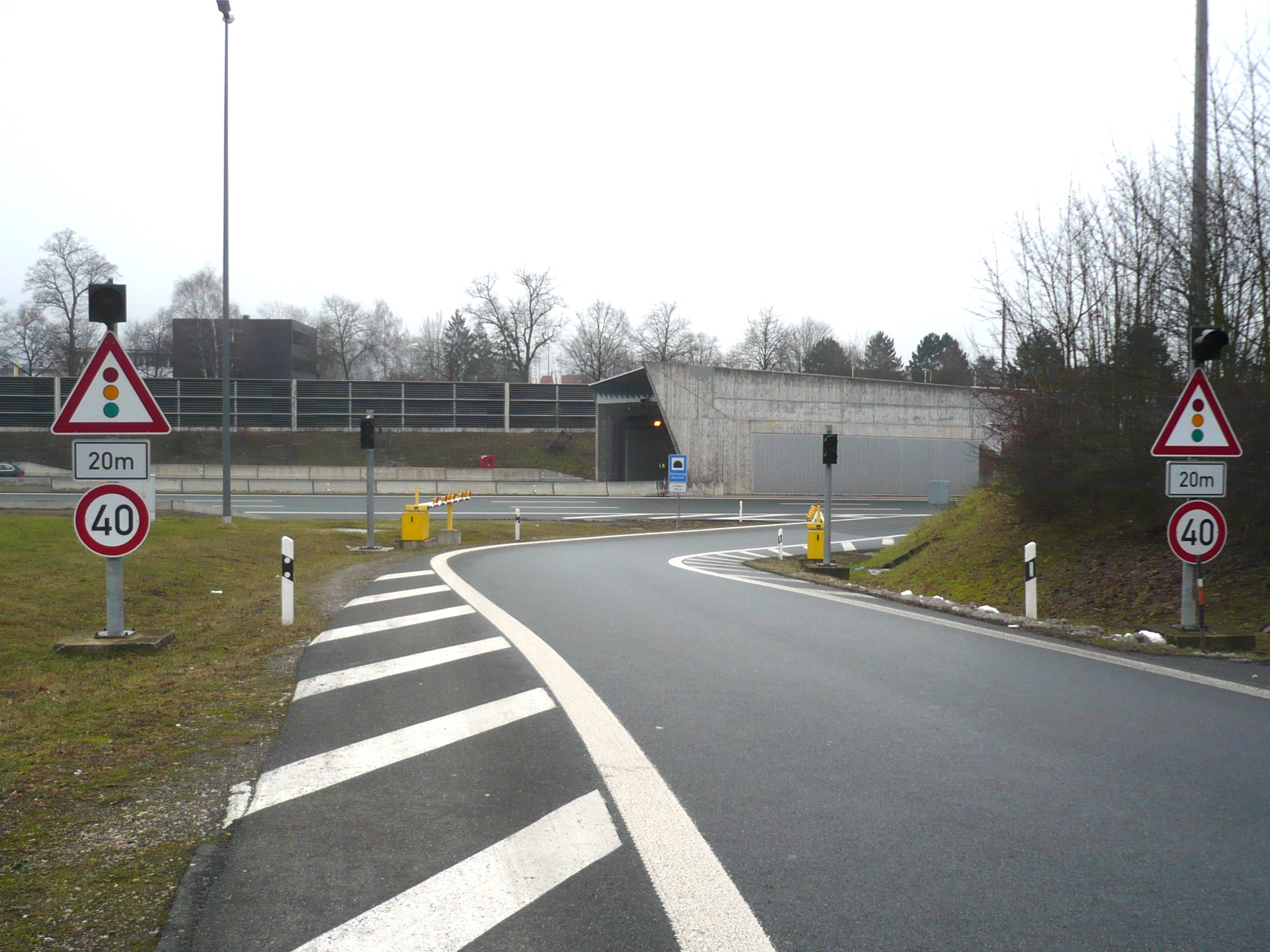
Die Anschlussstelle Bayreuth Nord der Bundesautobahn 9 führt in Richtung Nürnberg unmittelbar in eine Einhausung

Wenn ein Verkehrsweg einen besonders schützenswerten Bereich (Wohnbebauung, Erholungsgebiet usw.) quert oder tangiert, können bauliche Maßnahmen zur (vertikalen) Abschirmung von Lärm (Straßenverkehrslärm oder Schienenverkehrslärm) und Abgas erforderlich werden. Dafür reichen Lärmschutzwände nicht aus, wenn sich Bauwerke beispielsweise in Hanglage weit oberhalb einer Lärmschutzwand befinden (vertikaler Streulärm) oder hohe Gebäude direkt an genanntem Verkehrsweg stehen.
Wenn der Verkehrsweg, um die Emissionen zu dämpfen, unterhalb der Erd- oder Wasseroberfläche angeordnet ist, dann wird dies als Tunnel bezeichnet. In den anderen Fällen wird beispielsweise der Begriff Einhausung oder Galerie verwendet, die in der DIN 1076 ab einer Länge von 80 Metern als Tunnelbauwerke gelten.   
Je nach baulicher Ausbildung gibt es auch Teileinhausungen, die zu einer als weniger schützenswert angesehenen Seite offen sind. Beispiele finden sich in Hamburg im Verlauf der Bundesstraße 433 zwischen dem Flughafen Fuhlsbüttel und dem Kronstiegtunnel oder in Frankfurt an der Bundesautobahn 661 zwischen den Anschlüssen Ratsweg und Friedberger Landstraße (Galerie Seckbacher Landstraße). Diese Teileinhausungen können Lärmschutz-Galeriebauwerke oder kurz Galerien genannt werden. Das Schutzbauwerk kann als leichte Konstruktion nur für Schneelasten ausgelegt werden. Dann kann zum Teil auch die Belüftung über Lärmschutzraster frei nach oben erfolgen.
Der Übergang der Definition Einhausung zur Definition Tunnel ist fließend, da im Stadt- oder Landschaftsbild nicht in jedem Fall zu erkennen ist, welchen Hintergrund die bauliche Maßnahme besitzt. Diese kann im Stadtbild einen kosmetischen (dann bedingten) Nutzen besitzen, z. B. die Verlagerung des Autoverkehrs aus dem allgemeinen Sichtfeld (Einhausung), oder nicht verzichtbaren (dann unbedingten) Nutzen wie die Schaffung eines neuen Verkehrsweges durch oder unterhalb eines natürlichen Hindernisses, z. B. eines Berges oder eines Flusses (Tunnel).  
Beispiele: Die Rheinufertunnel in Düsseldorf und Köln sind Tunnelbauwerke, da sie in offener Bauweise erstellt wurden, sich unterhalb des allgemeinen umliegenden Geländeniveaus befinden und nach ihrem Bau mit Erdmaterial abgedeckt wurden. Ihr Hauptzweck ist der Lärmschutz. Der Elbtunnel in Hamburg oder der Warnowtunnel in Rostock (unterhalb von natürlichen Hindernissen) sind baulich (konstruktiv) Tunnel, welche in bergmännischer Weise (Bohrung oder Sprengung) erstellt wurden. 

Die Einhausung Hösbach der Bundesautobahn 3.

Ein weiteres Beispiel nördlich des Hamburger Elbtunnels: Hier ist eine Einhausung der Autobahn 7 in Form des sogenannten Hamburger Deckels in Bau. Der Deckel soll zwischen dem Othmarscher Ende des Elbtunnels und der Anschlussstelle HH-Volkspark erstellt werden. Auf dieser Strecke wird die A 7 seit ihrem Bau in den 1970er Jahren in einem Einschnitt (unterhalb des Geländeniveaus) geführt, der Deckel wird den Elbtunnel so als Einhausung baulich verlängern. Hintergrund hier liegt in der angestrebten Lärm- und Emissionsreduktion für die Autobahn 7 zwischen den Anschlussstellen Hamburg-Othmarschen (nördliches Tunnelende) und Hamburg-Volkspark.
Zu den Einhausungen gehören auch die seit Jahrzehnten bewährten Steinschlagschutz-Galerien und Lawinengalerien, die als einseitige Einhausung den meist in Hochgebirgen liegenden Verkehrsweg vor Steinschlag, Schnee- oder Gerölllawinen schützen. Aufgrund ihrer meist ausgesetzten Hanglage und des höheren Belastungsprofils sind sie kostenaufwändiger.
Ein Unikat ist die Im Jahre 2022 in der Nähe von Wilhelmshaven fertiggestellte Einhausung einer Eisenbahnstrecke. Das Gleis wurde mit einer nach einer Seite offenen Galerie aus Metall umhaust, um eine in der Nähe befindliche Funkanlage von elektromagnetischen Einflüssen vorbeifahrender Elektrolokomotiven zu schützen.

### Probleme und Aufwendungen
Durch die tunnelartige Bauweise einer Rundumeinhausung entsteht zusätzlicher Aufwand für die Beleuchtung und die Be- und Entlüftung. Weiterhin sind Fluchtwege und Brandschutz zu beachten. Die Kosten für Bau und Betrieb sind daher erheblich höher als bei einer Lärmschutzwand.

### Beispiele
- Bovender Deckel
- Einhausung Lobeda, Jena
- Lärmschutzeinhausung Lövenich, Köln
- Einhausung Dalheim, Wetzlar
- Einhausung Schwamendingen, Zürich
- Tunnel Weimarer Straße, Fulda